# لوئیس دزیره بوزوزی
لوئیس دزیره بوزوزی (انگلیسی: Louis Désiré Besozzi; ۳ آوریل ۱۸۱۴ – ۱۱ نوامبر ۱۸۷۹) رهبر (موسیقی)، نوازنده پیانو، آهنگساز، و مربی موسیقی اهل فرانسه بود.
وی همچنین برندهٔ جوایزی همچون جایزه بزرگ رم شده‌است.